# Mitsuo Aida

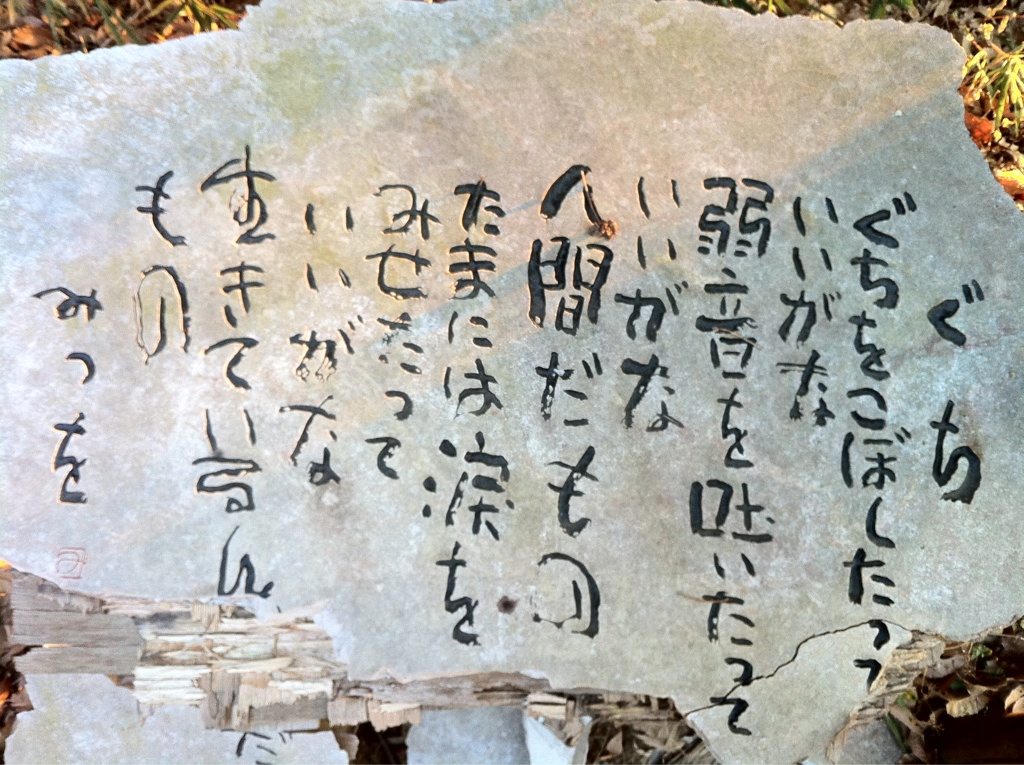
Un poema per Mitsuo Aida

Mitsuo Aida (japonès: 相田みつを, Aida Mitsuo) (Ashikaga, Tochigi, Japó, 20 de maig de 1924 - ibídem, 17 de desembre de 1991) fou un poeta japonès i cal·lígraf conegut com El Poeta de zen. El seu treball va estar influït pel budisme Zen i ho va utilitzar per als seus coneguts treballs, Ningen damono, Okagesan, i Inochi ippai.
Des d'una edat primerenca va mostrar interès en la cal·ligrafia i la poesia waka en la qual es va caracteritzar per un estil original. Va estudiar a l'institut Tochigi Prefectual Ashikaga. Després de la seva graduació va començar a estudiar poesia amb Yamashita Mutsu i cal·ligrafia amb Iwasawa Kei-seki. El seu treball va ser influït per Michiaki Zheng, Takei Akira i Kinono Kazuyoshi. El 1953 Aida es va graduar en Kanto Junior College, una universitat privada a Tatebayashi, Gunma.
L'any 1954, Aida va contreure matrimoni amb Hiraga Chie. El seu fill, Kazuto Aida, és el director del Mitsuo Aida Museum a Tòquio.
Els treballs d'Aida van ser ben coneguts després de la publicació del seu llibre, Ningen damono, el 1984.
A causa d'una hemorràgia cerebral, Aida va morir a Ashikaga, Tochigi, l'any 1991. Poc després de la seva mort, el 1996, el Mituso Aida Museum va obrir a Ginza, un barri de Tòquio. L'any 2003 el museu es va traslladar al Fòrum Internacional de Tòquio, un multi-centre d'exposicions. La col·lecció d'art inclou aproximadament 450 dels treballs de cal·ligrafia d'Aida, i la fundació del museu organitza diversos seminaris de sobre art durant cada any, al país.
L'ex-primer ministre japonès Yoshihiko Noda és un protector d'Aida. En un discurs previ a les eleccions de l'any 2011, el polític va nomenar una cita d'Aida: "La locha, no ha d'imitar als peixos de colors.". Aquest comentari va deixar alguna confusió sobre el significat de Noda entre els seus seguidors, però també va aconseguir un augment en el nombre de visitants al Mituso Aida Museum i un interès renovat en el treball d'Aida.